# Madonna col Bambino e i santi Giacomo, Michele arcangelo e Antonio abate
La tela Madonna con Bambino e santi Giacomo, Michele arcangelo e Antonio abate è un dipinto olio su tela di Grazio Cossali, datato 1627, e conservato come pala d'altare nella chiesa di san Michele arcangelo nella frazione di Colarete comune di Valgoglio.

## Storia
Nell'archivio di Stato di Bergamo, è conservato l'atto testamentario rogato dal notaio Gio Giacomo Scuri il 25 ottobre 1618, che registra le volontà di Donato fu Giovanni Bunino Aquilina di Colarete. Il Donato dispose un legato per la vicinia di san Michele di Colarete di lire 100 per la realizzazione di un'ancona per l'altare maggiore della chiesa e 5 libbre di olio per il lume dell'altare stesso.
L'ancora riporta in basso a sinistra la data del 1627, difficile comprendere quali fossero i motivi che richiesero nove anni per la sua realizzazione, forse a causa della morte dell'Aquilina, l'archivio parrocchiale non aiuta essendo mancante il registro dei defunti di quel periodo.
Il Cossali conosceva però molto bene la località di Valgoglio avendo dipinto la tela dell'Annunciazione posta a destra del presbiterio della chiesa di Santa Maria Assunta nel 1600, e presumibilmente anche ulteriori lavori. I rapporti tra Brescia e l'alta Val Seriana erano noti da tempo, infatti l'arte della spaderia che aveva tanto arricchito sia la contrada di Colarete come il borgo di Gromo, aveva avuto nel tempo molti scambi, la stessa famiglia Buccelleni di Gromo aveva proprietà e opifici sul bresciano. Si deve inoltre considerare che la bergamasca sotto la dominazione veneta, ed era terra di confine con Milano occupata dagli spagnoli, quindi la maggior parte dei commerci e dei contatti erano rivolti ad oriente. La transumanza era anche uno dei motivi di contatti tra la comunità di Valgoglio e gli abitanti della pianura Padana e bresciana.

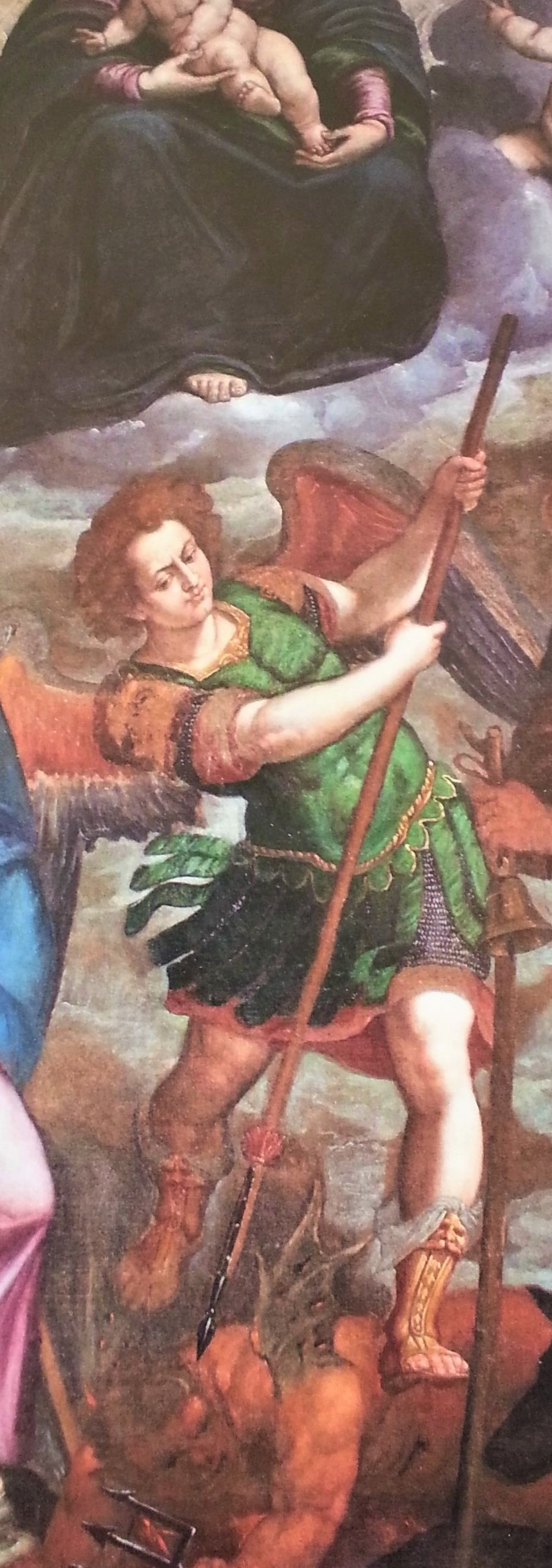
Particolare di san Michele arcangelo della tela Madonna con Bambino e santi

Arrivava in alta valle l'onda di rinnovamento conseguente al Concilio di Trento,era stato realizzata da poco la pala d'altare del Talpino Madonna con Bambino e i santi Gregorio Magno e Carlo Borromeo per la chiesa intitolata a san Gregorio, e altri lavori nella chiese locali.
Durante i restauri dei primi dell'900 la pala fu collocata nella prima campata a nord lasciando come pala d'altare l'affresco della Pietà del 1536. Nel terzo quarto del XX secolo, fu ricollocato sull'altare maggiore scambiandolo con l'affresco.

## Descrizione

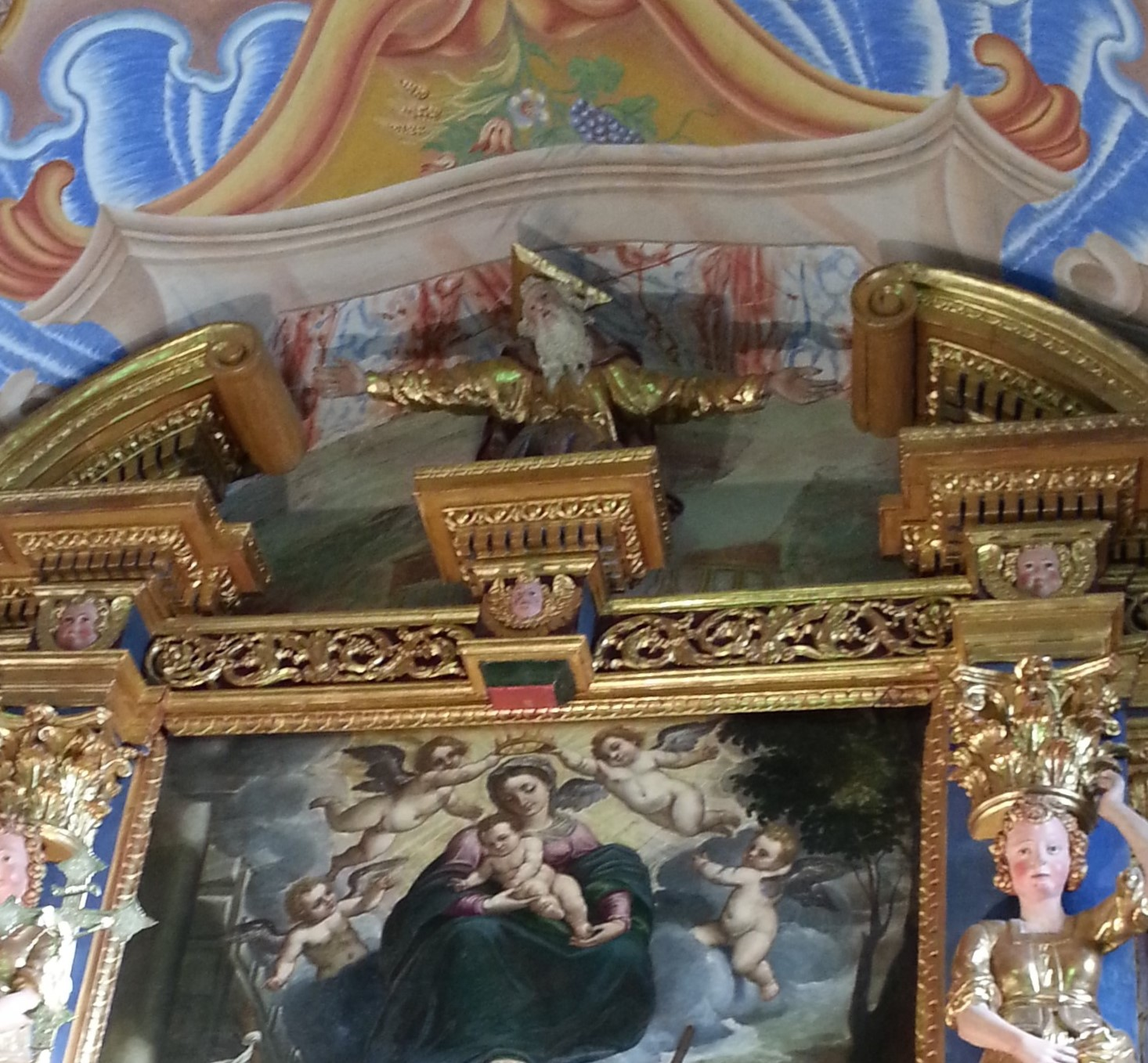
Particolare della Vergine e degli angeli

La tela presenta una composizione piramidale tipica del XVI secolo. La Madonna al vertice regina e madre della Chiesa; sotto di lei i santi nella rappresentazione che è peculiarità del pittore bresciano. Il dipinto raffigura una Sacra conversazione: la Madonna, seduta sopra un trono di nuvole rosa, guarda amorevolmente il Bambino che tiene tra le braccia, mentre quattro angeli la circondano sorreggendo la corona che tiene sul capo. Il Bambino tra le sue braccia si sporge guardando e benedicendo con la destra i santi posti ai suoi piedi.
Iniziando da destra vi sono raffigurati: sant'Antonio abate identificabile dagli attributi del bastone con il campanello dove è inciso un Tau legato con un laccio rosso, il fuoco ai suoi piedi e un maiale; tiene nella mano una corona del rosario che sta sgranando con una croce e un teschio, veste un abito marrone con sopra un manto scuro, il suo sguardo è rivolto all'osservatore e con la sua preghiera indica la strada da seguire per raggiungere la serenità del paradiso; san Michele arcangelo a cui è intitolata la chiesa, è centrale alla tela. È raffigurato nell'atto di trafiggere il diavolo tentatore posto ai suoi piedi con la lancia che tiene con entrambe le mani; questa figura è rappresentata in modo molto plastico, lo sguardo del santo è di profonda concentrazione: Indossa la veste militare romana di un verde acceso che lascia intravedere l'abito in maglia di ferro, le ali angeliche in movimento dietro le sue spalle, porta i gambali con la decorazione di due mascheroni baffuti con la testa da leone; il diavolo ai piedi dell'arcangelo ha le ali da pipistrello e tiene tra le mani il tridente mentre cerca di agguantare con la destra i piedi di san Giacomo apostolo; ultimo a sinistra è raffigurato san Giacomo il Maggiore a cui è intitolata la chiesa parrocchiale di Gromo; indossa una veste rosa e un manto azzurro, tiene con il braccio sinistro un bastone da pellegrino con appeso un vessillo bianco; il movimento plastico del santo si rileva dal piede sinistro collocato sul piedistallo di colonna. Il particolare nella simbologia indica la rinascita della chiesa ad iniziare dalle sue macerie>ref>Particolare che si riscontra in molte tele anche del XVI secolo, come San Giovanni Battista ed altri Santi di Andrea Previtali; alla sua sinistra è visibile la data (1627) di creazione della quadro, è il solo che volge lo sguardo di adorazione e di preghiera alla Vergine e a suo Figlio. La scena è collocata in un ambiente naturale montano, con una parte architettonica di colonne sulla sinistra del dipinto.
La tela ha subito nel tempo alcuni rimaneggiamenti che hanno variato la colorazione originaria. Nella visita pastorale del 1864 del vescovo Pietro Luigi Speranza veniva indicata la necessità di provvedere a un riordino delle tele presenti nella chiesa, si ritiene che sia di quel tempo parte del restauro.
La tela è posta in una ricca ancona dorata tipica della seconda metà del XVII secolo di ambito bergamasco e bresciano. L'ancona è la rappresentazione dell'ingresso di un edificio religioso dove le paraste sono sostituite da due cariatidi. La trabeazione superiore a timpano spezzato presenta l'immagine di Dio Padre benedicente. La configurazione tipica del periodo che vedrà successivamente una trasformazione molto complessa con l'aggiunta di angeli e fiori.